# Jan Matejko
Jan Alojzy Matejko (Krakau, 24 juni 1838 – aldaar, 1 november 1893) was een Pools kunstschilder. Hij werd vooral bekend om zijn historisch-patriottische werken.

## Leven en werk

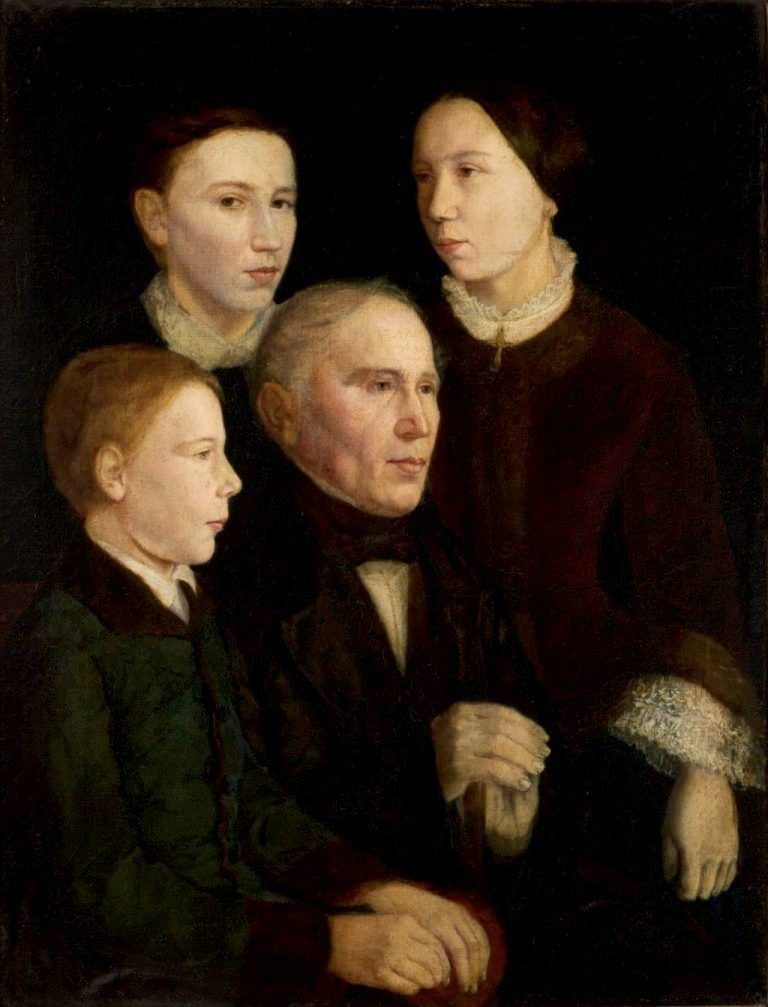
Matejko's vader, Franciszek, en drie van zijn kinderen
Een vroeg werk van Matejko
(1853), Nationaal Museum van Wrocław

Matejko werd geboren als negende van elf kinderen, zijn moeder stierf vroeg en zijn oudere broer Franciszek kreeg daarmee grote invloed op zijn opvoeding. Vanwege zijn gebleken uitzonderlijk artistiek talent kon hij op veertienjarige leeftijd een kunststudie gaan volgen aan de Academie voor Schone Kunsten te Krakau. Daarna studeerde hij nog aan de Kunstacademie te München, verbleef nog even te Wenen en keerde uiteindelijk weer terug naar Krakau. In 1873 werd hij daar directeur van de Academie voor Schone Kunsten.
In zijn jeugd was Matejko te Krakau getuige van enkele belangrijke historische gebeurtenissen, zoals de Opstand van Krakau (1846) en de verovering van Krakau door de Oostenrijkers (1848), waarbij een van zijn broers werd gedood en een ander verbannen. In 1863 gaf hij actief steun aan de Januariopstand. Deze gebeurtenissen maakten veel indruk op Matejko en veel thematiek uit zijn werk is er van afgeleid.
Matejko staat als schilder vooral bekend om zijn historisch-symbolische oliewerken van geschiedkundige en militaire taferelen, zoals zijn beroemde, groots opgezette Slag bij Tannenberg (1878). In zijn werk creëerde hij een soort eigen patriottische visie op de Poolse geschiedenis. Zich welbewust dat de taferelen historisch niet altijd accuraat waren verdedigde Matejko zijn werken altijd door te wijzen op hun sociale functie in het heden. Hij beschouwde de weergave van de geschiedenis vooral als een uitdrukking van het nu en de toekomst, alsook van zijn eigen houding tegenover de wereld.

Slag bij Tannenberg in 1410
(1878), Nationaal Museum van Warschau

Matejko maakte ook veel boekillustraties en portretten.

## Galerij

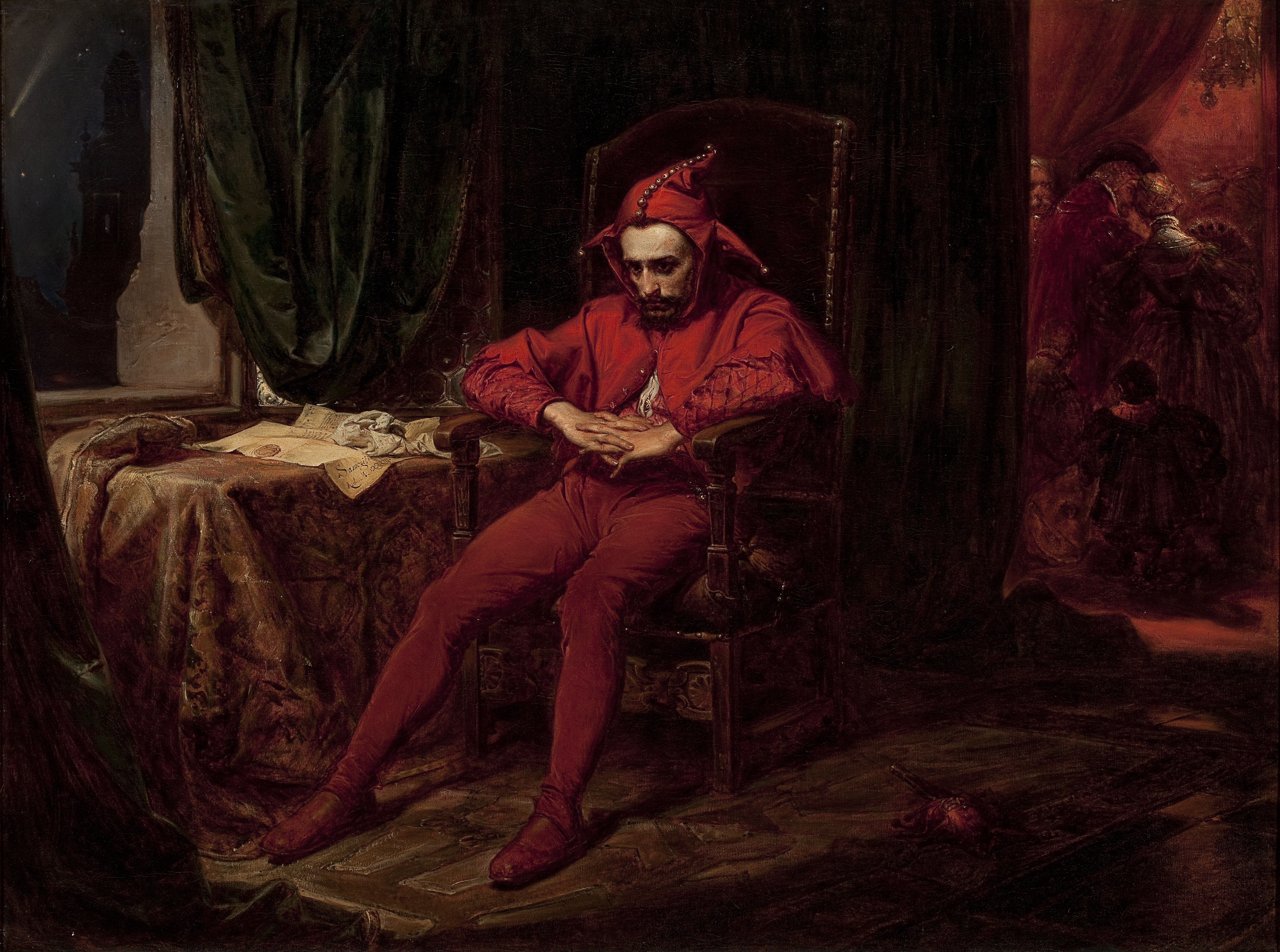
Stańczyk (1862), Nationaal Museum van Warschau
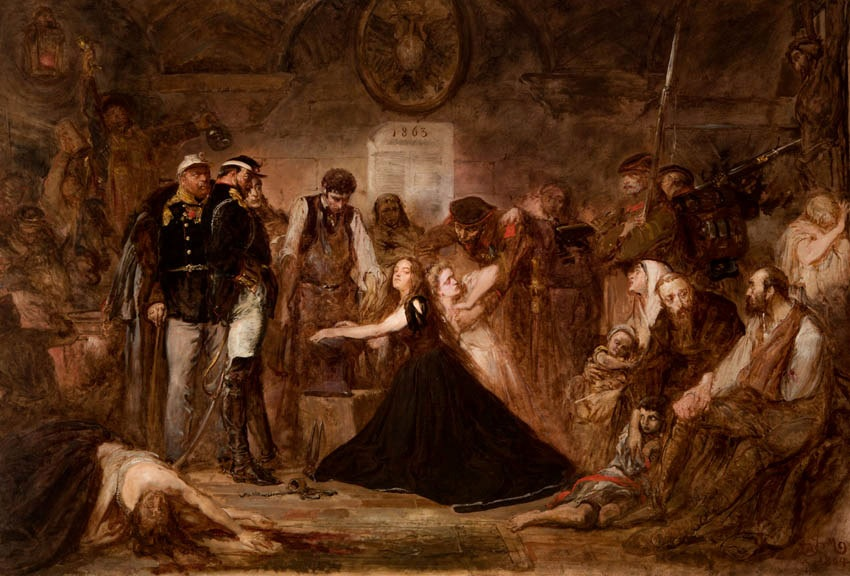
Polonia - Het jaar 1863 (1864), Czartoryski Museum
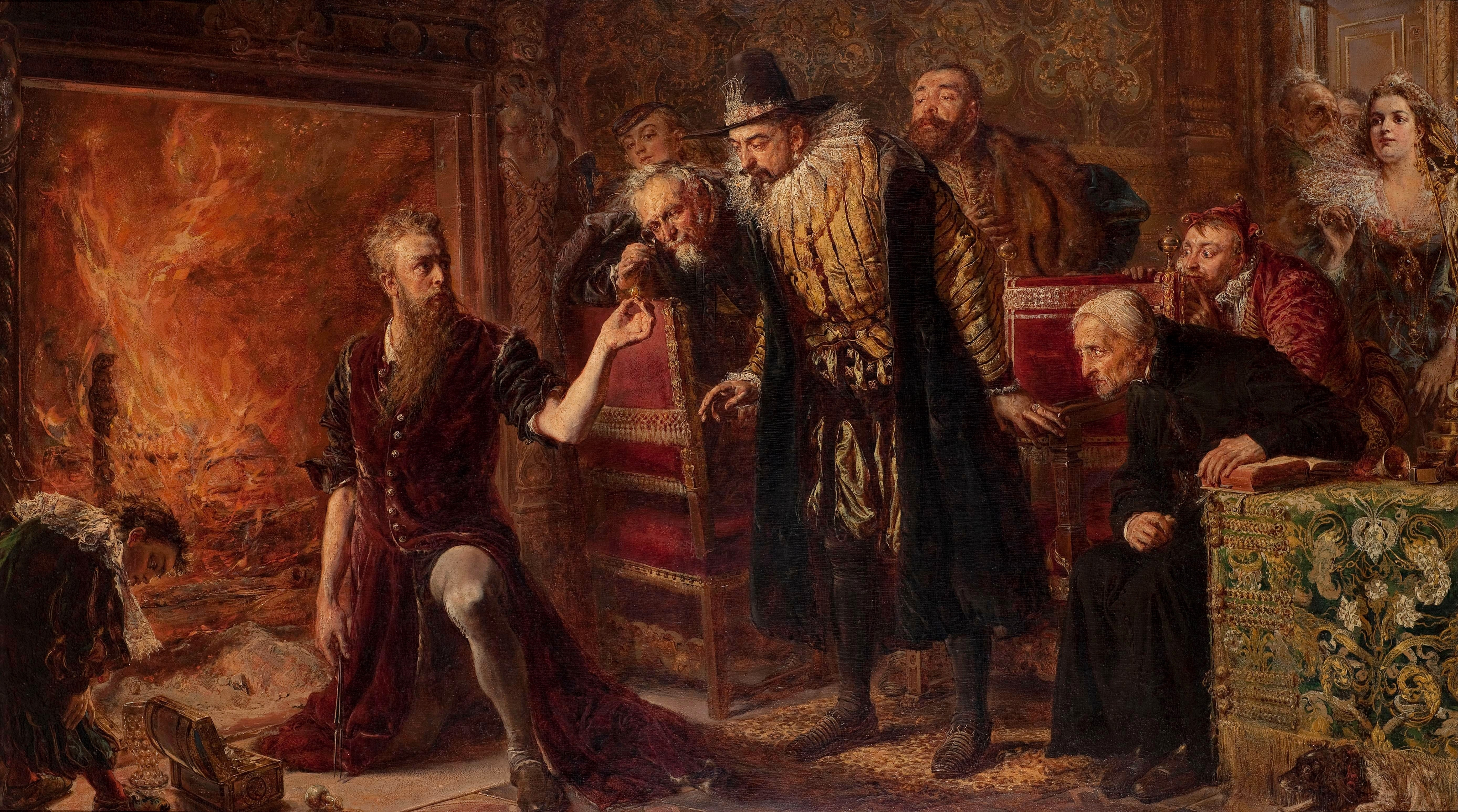
De alchemist Senzivogius (1867), Kunstmuseum Łódź
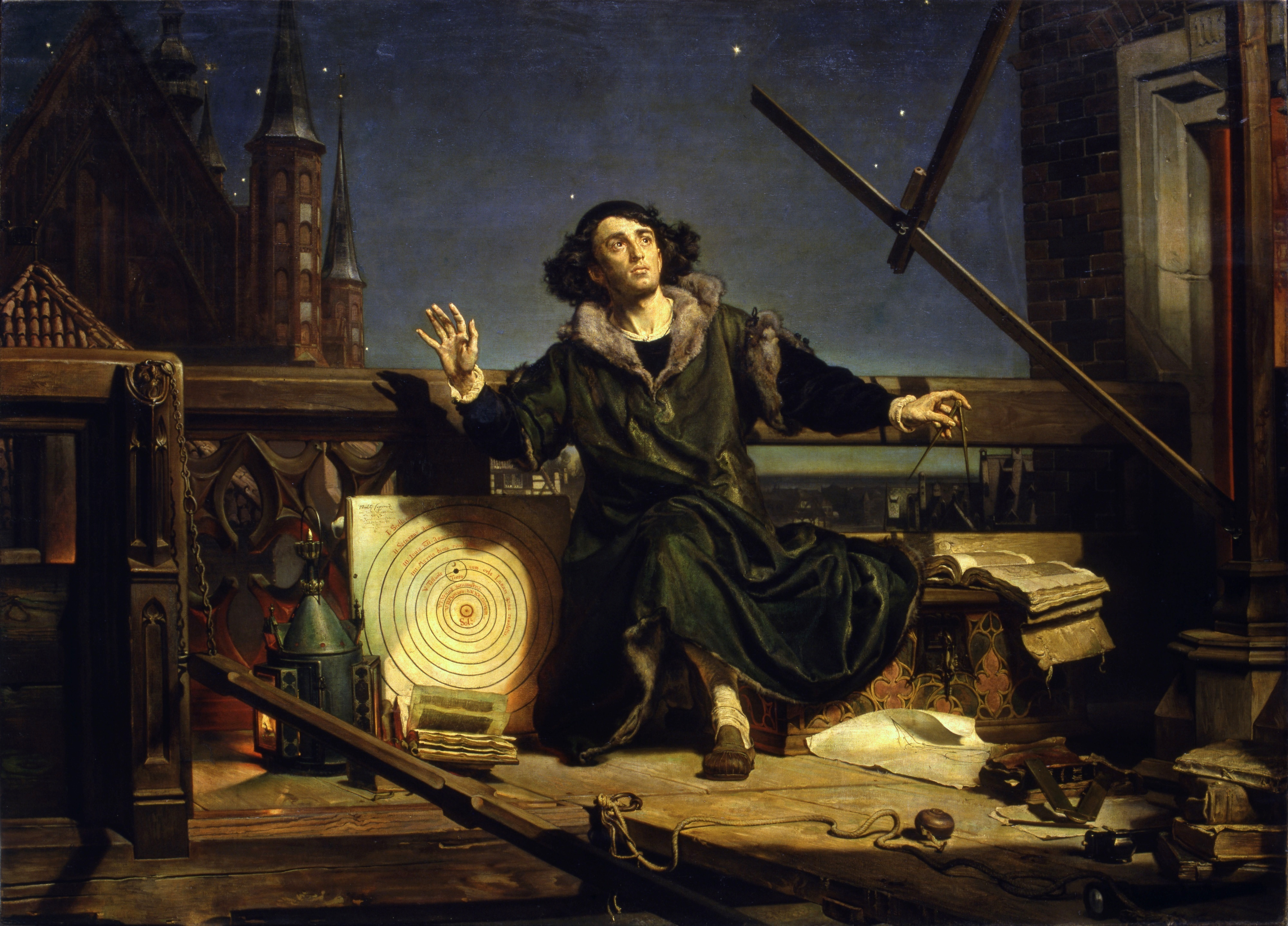
Copernicus in gesprek met God (1872), Museum UJ
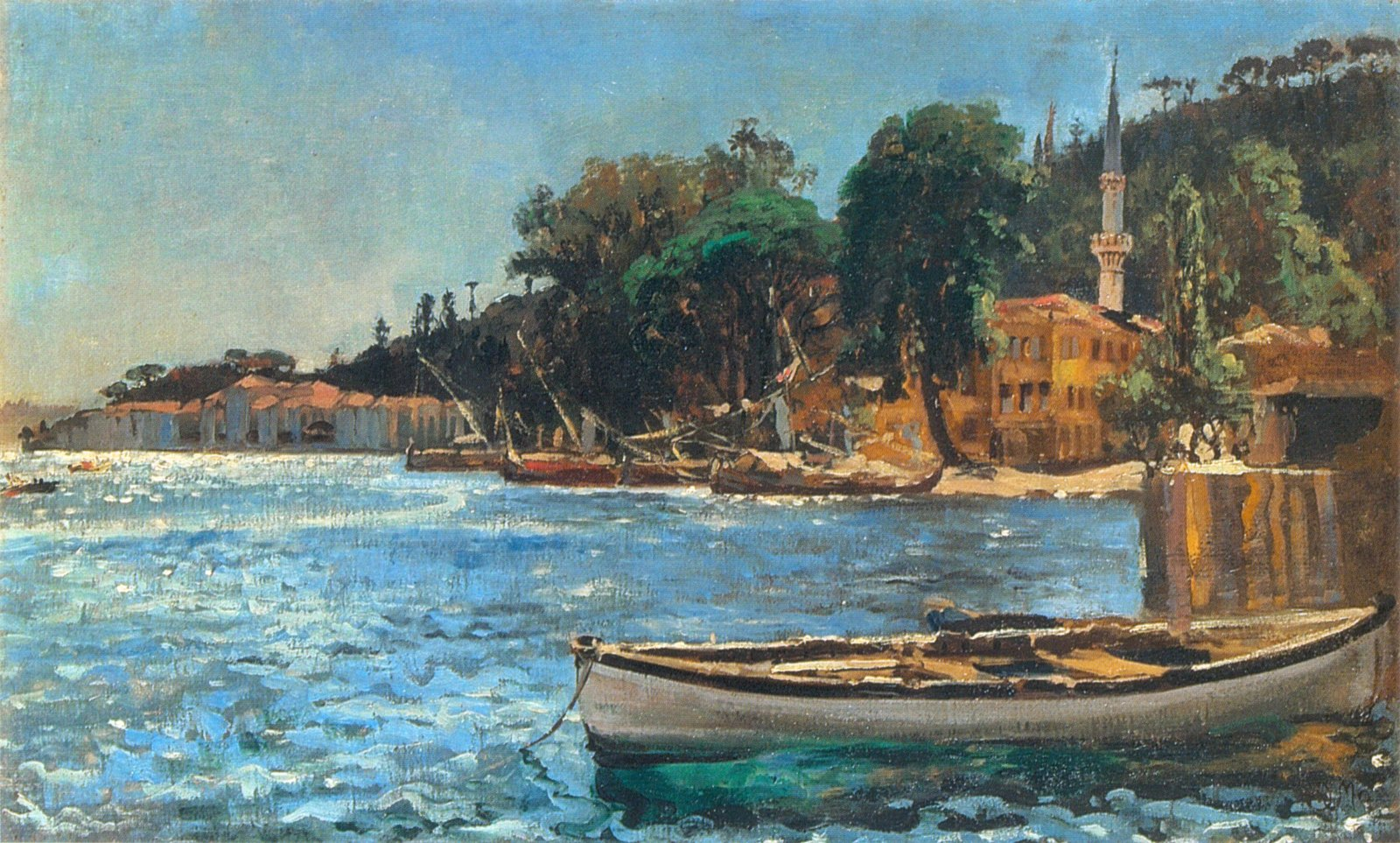
Landschap te Bebek, bij Constantinopel (1872), Nationale Kunstgalerij van Lviv
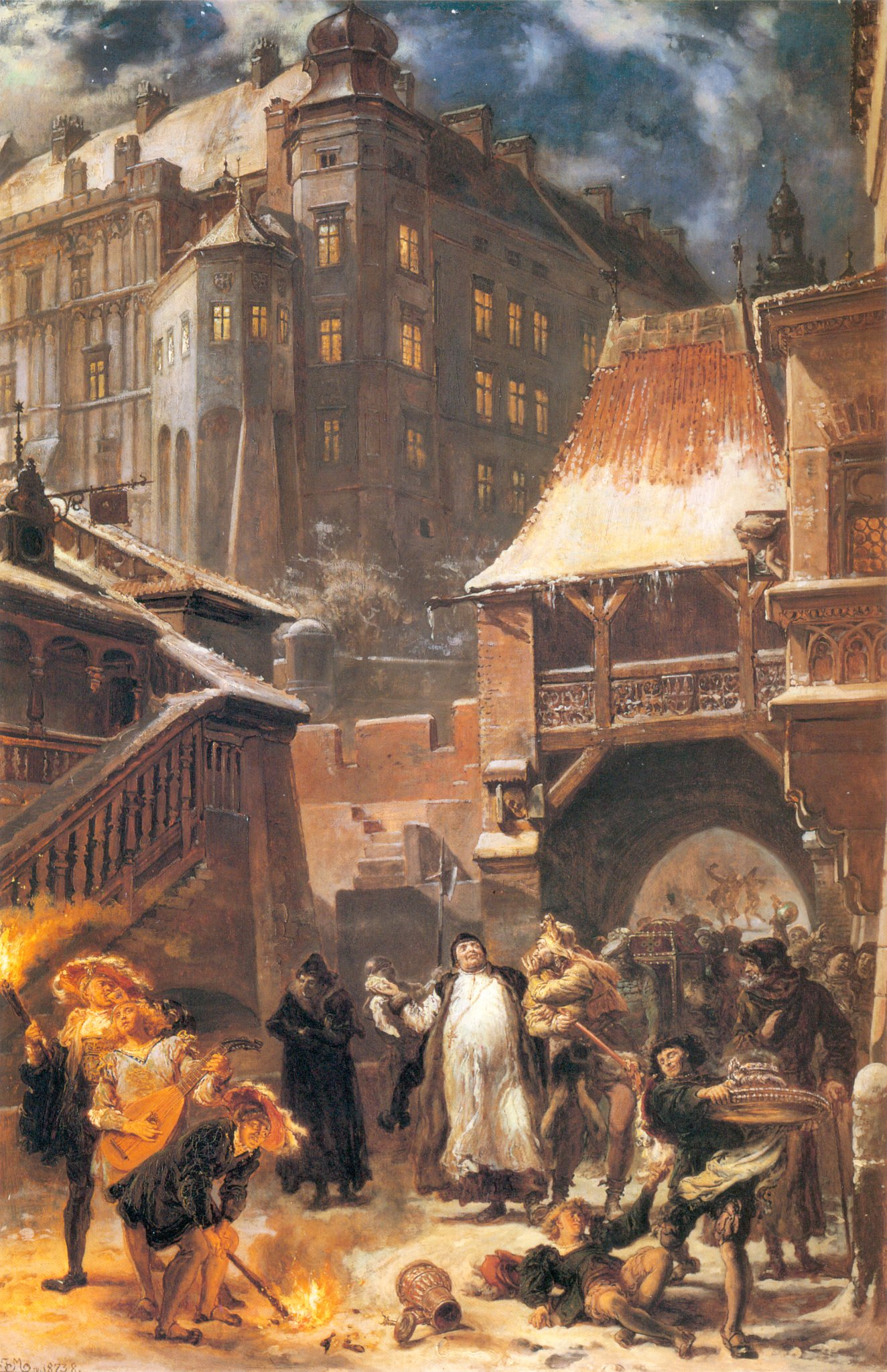
Pjotr Gamrat und Stanczyk (1873–1878), kunstgalerij van de Kościuszko Foundation in New York
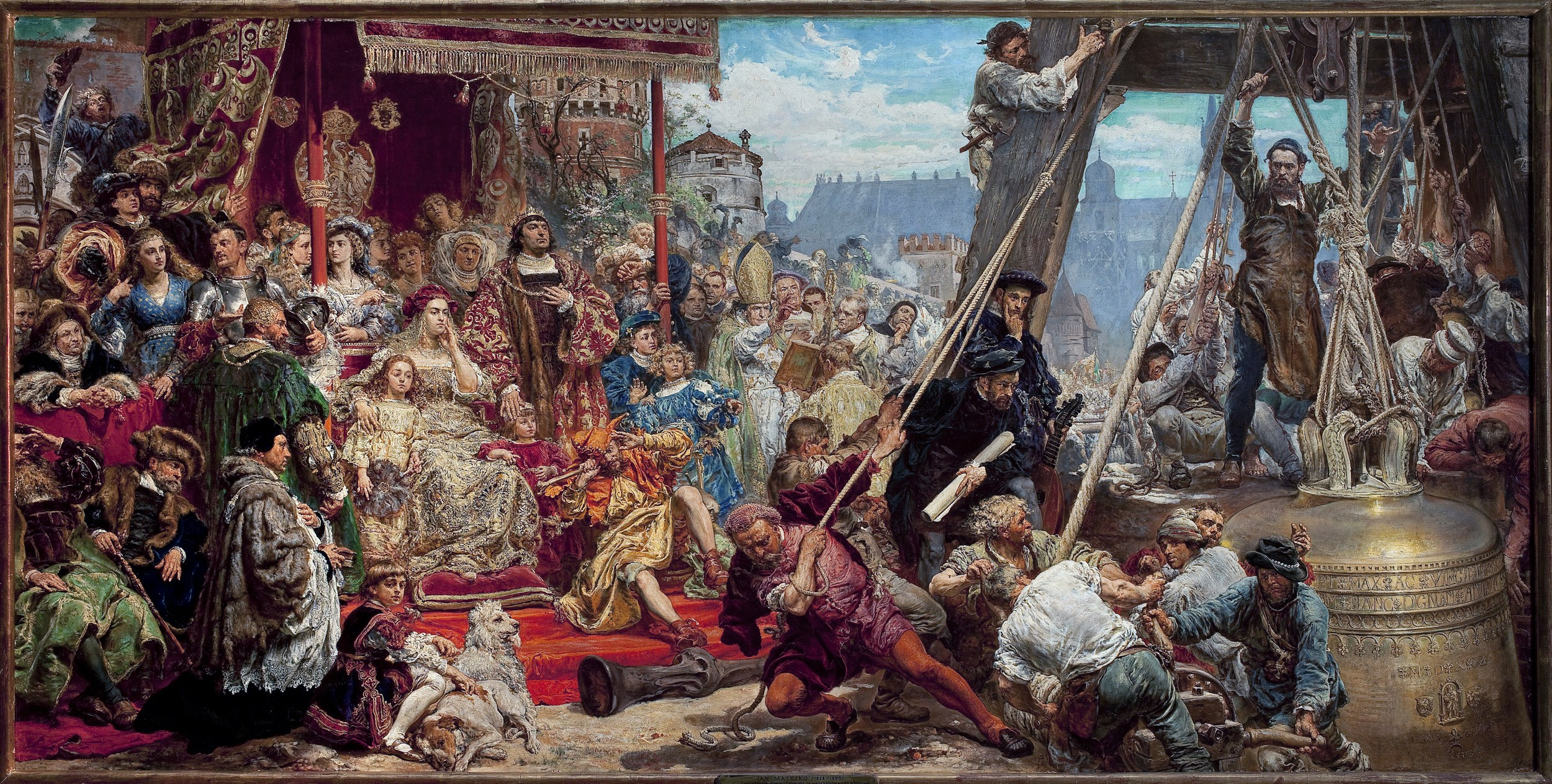
Het ophangen van de Sigismund-klok aan de toren van de kathedraal in Krakau in 1521 (1874), Nationaal Museum van Warschau
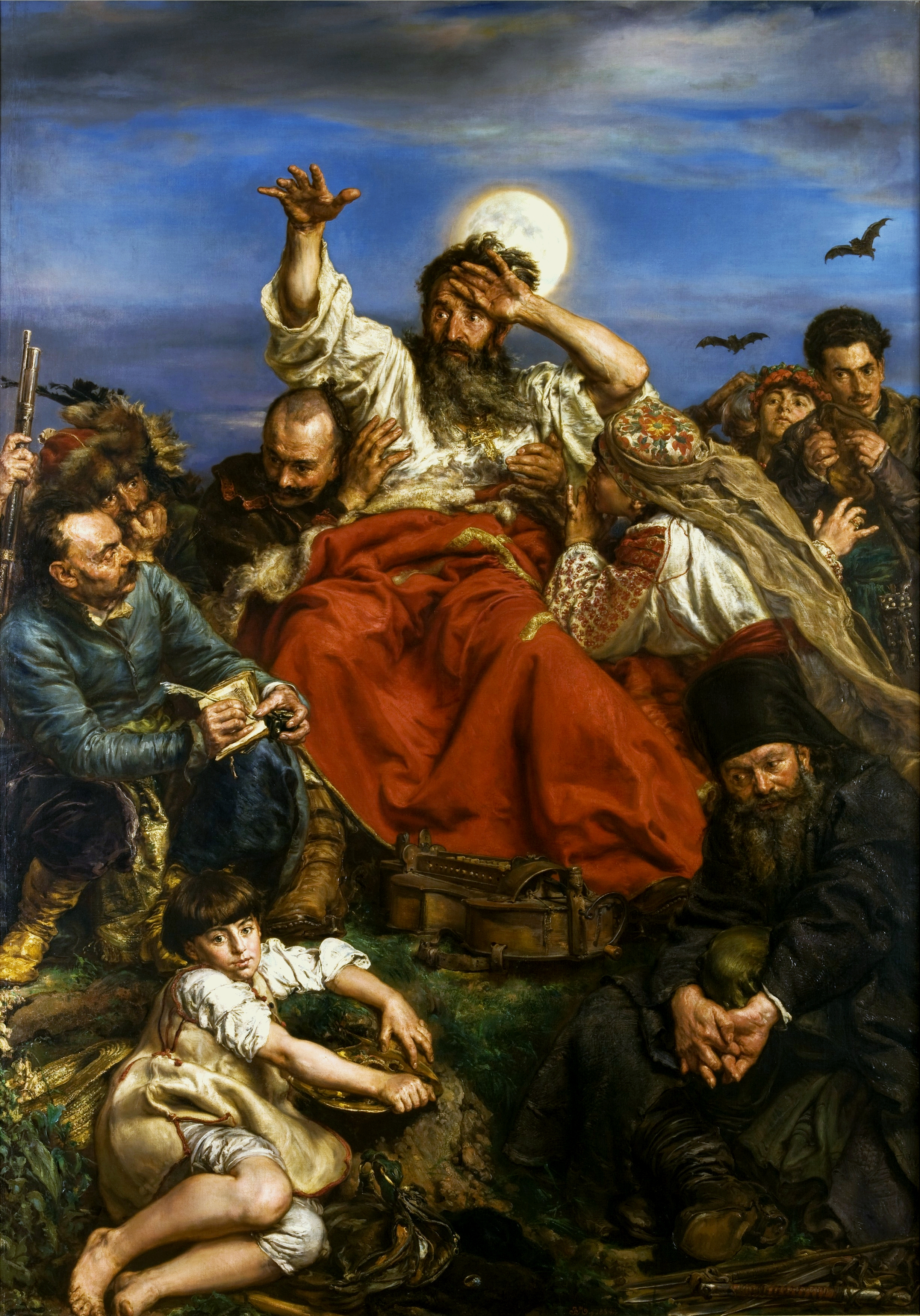
De kozak Wernyhora (1883/1884), Nationaal Museum van Krakau
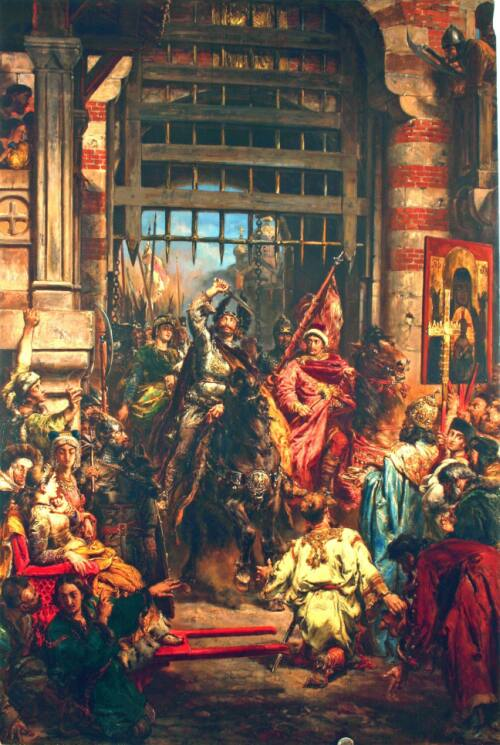
Bolesłav Chrobrys intocht in Kiev (1884), privécollectie, Nationaal Museum van Krakau
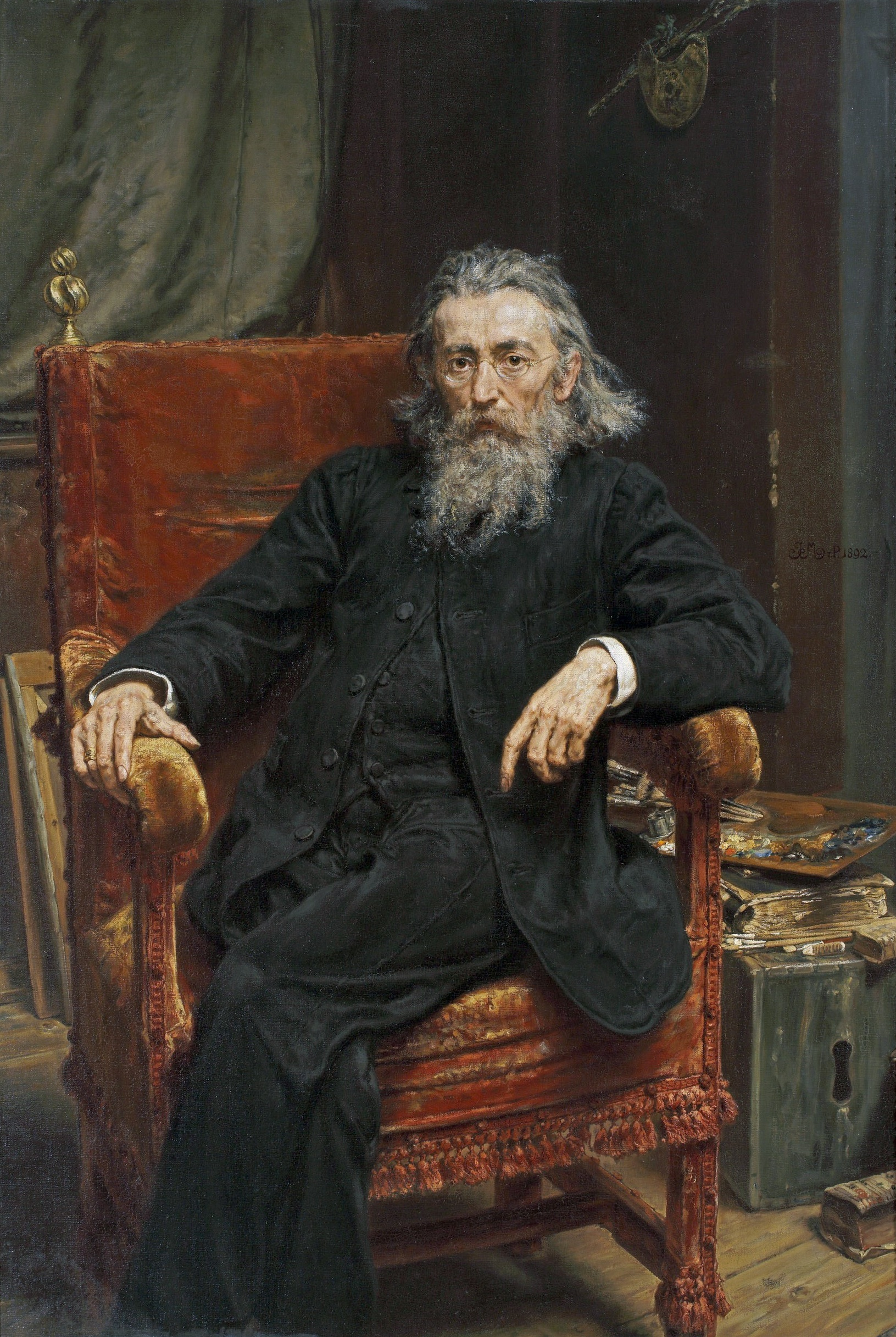
Zelfportret (1892), Nationaal Museum van Warschau